# Seven de Nueva Zelanda 2023
El Seven de Nueva Zelanda 2023 fue el cuarto torneo de la Serie Mundial Masculina de Rugby 7 2022-23.
Se disputó en el Estadio Waikato de Hamilton, Nueva Zelanda.

## Formato
Se dividieron en cuatro grupos de cuatro equipos, cada grupo se resolvió con el sistema de todos contra todos a una sola ronda; la victoria otorga 3 puntos, el empate 2 y la derrota 1 punto.
Los dos equipos con más puntos en cada grupo avanzan a cuartos de final de la Copa. Los cuatro ganadores avanzan a semifinales de la Copa, y los cuatro perdedores a semifinales por el quinto puesto.
Los dos equipos con menos puntos en cada grupo jugaron la Challenge Trophy, definiendo en la misma el puesto final a ocupar en el torneo y los puntos correspondientes a tal mérito que suman para la tabla anual de la  Serie Mundial Masculina de Rugby 7 2022-23.

## Fase de grupos
|  | Avanzan a cuartos de final. |

### Grupo A
| Pos | Países  | Partidos | Partidos | Partidos | Tantos | Tantos | Tantos | Pts |
| Pos | Países  | G        | E        | P        | PF     | PC     | DP     | Pts |
| --- | ------- | -------- | -------- | -------- | ------ | ------ | ------ | --- |
| 1   | Fiyi    | 3        | 0        | 0        | 69     | 29     | 40     | 9   |
| 2   | Francia | 2        | 0        | 1        | 57     | 57     | 0      | 7   |
| 3   | Samoa   | 1        | 0        | 2        | 53     | 48     | 5      | 5   |
| 4   | Kenia   | 0        | 0        | 3        | 33     | 78     | -45    | 3   |

| 21 de enero | Fiyi | 26 - 10 | Francia |  |  |

| 21 de enero | Samoa | 31 - 5 | Kenia |  |  |

| 21 de enero | Fiyi | 21 - 7 | Kenia |  |  |

| 21 de enero | Samoa | 10 - 21 | Francia |  |  |

| 21 de enero | Samoa | 12 - 22 | Fiyi |  |  |

| 21 de enero | Francia | 26 - 21 | Kenia |  |  |

### Grupo B
| Pos | Países        | Partidos | Partidos | Partidos | Tantos | Tantos | Tantos | Pts |
| Pos | Países        | G        | E        | P        | PF     | PC     | DP     | Pts |
| --- | ------------- | -------- | -------- | -------- | ------ | ------ | ------ | --- |
| 1   | Nueva Zelanda | 3        | 0        | 0        | 85     | 31     | 54     | 9   |
| 2   | Australia     | 2        | 0        | 1        | 83     | 42     | 41     | 7   |
| 3   | Tonga         | 1        | 0        | 2        | 33     | 102    | -69    | 5   |
| 4   | Gran Bretaña  | 0        | 0        | 3        | 47     | 73     | -26    | 3   |

| 21 de enero | Australia | 28 - 14 | Gran Bretaña |  |  |

| 21 de enero | Nueva Zelanda | 45 - 0 | Tonga |  |  |

| 21 de enero | Gran Bretaña | 21 - 26 | Tonga |  |  |

| 21 de enero | Nueva Zelanda | 21 - 19 | Australia |  |  |

| 21 de enero | Australia | 36 - 7 | Tonga |  |  |

| 21 de enero | Nueva Zelanda | 19 - 12 | Gran Bretaña |  |  |

### Grupo C
| Pos | Países         | Partidos | Partidos | Partidos | Tantos | Tantos | Tantos | Pts |
| Pos | Países         | G        | E        | P        | PF     | PC     | DP     | Pts |
| --- | -------------- | -------- | -------- | -------- | ------ | ------ | ------ | --- |
| 1   | Estados Unidos | 2        | 1        | 0        | 82     | 38     | 44     | 8   |
| 2   | Irlanda        | 2        | 1        | 0        | 61     | 38     | 23     | 8   |
| 3   | Japón          | 1        | 0        | 2        | 48     | 92     | -44    | 5   |
| 4   | Uruguay        | 0        | 0        | 3        | 43     | 66     | -23    | 3   |

| 21 de enero | Irlanda | 14 - 12 | Uruguay |  |  |

| 21 de enero | Estados Unidos | 40 - 12 | Japón |  |  |

| 21 de enero | Uruguay | 19 - 24 | Japón |  |  |

| 21 de enero | Irlanda | 14 - 14 | Estados Unidos |  |  |

| 21 de enero | Irlanda | 33 - 12 | Japón |  |  |

| 21 de enero | Estados Unidos | 28 - 12 | Uruguay |  |  |

### Grupo D
| Pos | Países    | Partidos | Partidos | Partidos | Tantos | Tantos | Tantos | Pts |
| Pos | Países    | G        | E        | P        | PF     | PC     | DP     | Pts |
| --- | --------- | -------- | -------- | -------- | ------ | ------ | ------ | --- |
| 1   | Sudáfrica | 3        | 0        | 0        | 70     | 31     | 39     | 9   |
| 2   | Argentina | 2        | 0        | 1        | 63     | 36     | 27     | 7   |
| 3   | Canadá    | 1        | 0        | 2        | 31     | 68     | -37    | 5   |
| 4   | España    | 0        | 0        | 3        | 22     | 51     | -29    | 3   |

| 21 de enero | Sudáfrica | 34 - 5 | Canadá |  |  |

| 21 de enero | Argentina | 20 - 5 | España |  |  |

| 21 de enero | Sudáfrica | 19 - 12 | España |  |  |

| 21 de enero | Argentina | 29 - 14 | Canadá |  |  |

| 21 de enero | Sudáfrica | 17 - 14 | Argentina |  |  |

| 21 de enero | España | 5 - 12 | Canadá |  |  |

## Fase final

### Definición 13° puesto
|  | Semifinal | Semifinal | Semifinal |        |        | 13° puesto | 13° puesto | 13° puesto |  |
|  |           |           |           |        |        |            |            |            |  |
|  |           |           |           |        |        |            |            |            |  |
|  | Canadá    | Canadá    | 21        |        |        |            |            |            |  |
|  | Canadá    | Canadá    | 21        |        |        |            |            |            |  |
|  | Uruguay   | Uruguay   | 17        |        |        |            |            |            |  |
|  | Uruguay   | Uruguay   | 17        |        | Canadá | Canadá     | 14         |            |  |
|  |           |           |           |        | Canadá | Canadá     | 14         |            |  |
|  |           |           | España    | España | 24     |            |            |            |  |
|  | España    | España    | España    | España | 24     | 21         |            |            |  |
|  | España    | España    |           |        |        | 21         |            |            |  |
|  | Japón     | Japón     | 17        |        |        |            |            |            |  |
|  | Japón     | Japón     | 17        |        |        |            |            |            |  |
|  |           |           |           |        |        |            |            |            |  |

### Definición 9° puesto
|  | Cuartos de final | Cuartos de final | Cuartos de final |              |       | Semifinales | Semifinales | Semifinales |  |       | 9° puesto | 9° puesto | 9° puesto |  |
|  |                  |                  |                  |              |       |             |             |             |  |       |           |           |           |  |
|  |                  |                  |                  |              |       |             |             |             |  |       |           |           |           |  |
|  | Samoa            | Samoa            | 24               |              |       |             |             |             |  |       |           |           |           |  |
|  | Samoa            | Samoa            | 24               |              |       |             |             |             |  |       |           |           |           |  |
|  | España           | España           | 19               |              |       |             |             |             |  |       |           |           |           |  |
|  | España           | España           | 19               |              | Samoa | Samoa       | 24          |             |  |       |           |           |           |  |
|  |                  |                  |                  |              | Samoa | Samoa       | 24          |             |  |       |           |           |           |  |
|  |                  |                  | Gran Bretaña     | Gran Bretaña | 14    |             |             |             |  |       |           |           |           |  |
|  | Japón            | Japón            | Gran Bretaña     | Gran Bretaña | 14    | 12          |             |             |  |       |           |           |           |  |
|  | Japón            | Japón            |                  |              |       |             |             |             |  |       |           |           |           |  |
|  | Gran Bretaña     | Gran Bretaña     | 24               |              |       |             |             |             |  |       |           |           |           |  |
|  | Gran Bretaña     | Gran Bretaña     | 24               |              |       |             |             |             |  | Samoa | Samoa     | 26        |           |  |
|  |                  |                  |                  |              |       |             |             |             |  | Samoa | Samoa     | 26        |           |  |
|  |                  |                  | Kenia            | Kenia        | 5     |             |             |             |  |       |           |           |           |  |
|  | Canadá           | Canadá           | Kenia            | Kenia        | 5     | 5           |             |             |  |       |           |           |           |  |
|  | Canadá           | Canadá           |                  |              |       |             |             |             |  |       |           |           |           |  |
|  | Kenia            | Kenia            | 21               |              |       |             |             |             |  |       |           |           |           |  |
|  | Kenia            | Kenia            | 21               |              | Kenia | Kenia       | 33          |             |  |       |           |           |           |  |
|  |                  |                  |                  |              | Kenia | Kenia       | 33          |             |  |       |           |           |           |  |
|  |                  |                  | Tonga            | Tonga        | 19    |             |             |             |  |       |           |           |           |  |
|  | Tonga            | Tonga            | Tonga            | Tonga        | 19    | 12          |             |             |  |       |           |           |           |  |
|  | Tonga            | Tonga            |                  |              |       |             |             |             |  |       |           |           |           |  |
|  | Uruguay          | Uruguay          | 7                |              |       |             |             |             |  |       |           |           |           |  |
|  | Uruguay          | Uruguay          | 7                |              |       |             |             |             |  |       |           |           |           |  |
|  |                  |                  |                  |              |       |             |             |             |  |       |           |           |           |  |

### Definición 5° puesto
|  | Semifinal | Semifinal | Semifinal |           |         | 5° puesto | 5° puesto | 5° puesto |  |
|  |           |           |           |           |         |           |           |           |  |
|  |           |           |           |           |         |           |           |           |  |
|  | Sudáfrica | Sudáfrica | 14        |           |         |           |           |           |  |
|  | Sudáfrica | Sudáfrica | 14        |           |         |           |           |           |  |
|  | Irlanda   | Irlanda   | 21        |           |         |           |           |           |  |
|  | Irlanda   | Irlanda   | 21        |           | Irlanda | Irlanda   | 17        |           |  |
|  |           |           |           |           | Irlanda | Irlanda   | 17        |           |  |
|  |           |           | Australia | Australia | 26      |           |           |           |  |
|  | Fiyi      | Fiyi      | Australia | Australia | 26      | 19        |           |           |  |
|  | Fiyi      | Fiyi      |           |           |         | 19        |           |           |  |
|  | Australia | Australia | 26        |           |         |           |           |           |  |
|  | Australia | Australia | 26        |           |         |           |           |           |  |
|  |           |           |           |           |         |           |           |           |  |

### Copa de oro
|  | Cuartos de final | Cuartos de final | Cuartos de final |               |                | Semifinales    | Semifinales | Semifinales |         |               | Copa           | Copa           | Copa |  |
|  |                  |                  |                  |               |                |                |             |             |         |               |                |                |      |  |
|  |                  |                  |                  |               |                |                |             |             |         |               |                |                |      |  |
|  | Sudáfrica        | Sudáfrica        | 17               |               |                |                |             |             |         |               |                |                |      |  |
|  | Sudáfrica        | Sudáfrica        | 17               |               |                |                |             |             |         |               |                |                |      |  |
|  | Francia          | Francia          | 22               |               |                |                |             |             |         |               |                |                |      |  |
|  | Francia          | Francia          | 22               |               | Francia        | Francia        | 0           |             |         |               |                |                |      |  |
|  |                  |                  |                  |               | Francia        | Francia        | 0           |             |         |               |                |                |      |  |
|  |                  |                  | Nueva Zelanda    | Nueva Zelanda | 38             |                |             |             |         |               |                |                |      |  |
|  | Nueva Zelanda    | Nueva Zelanda    | Nueva Zelanda    | Nueva Zelanda | 38             | 10             |             |             |         |               |                |                |      |  |
|  | Nueva Zelanda    | Nueva Zelanda    |                  |               |                |                |             |             |         |               |                |                |      |  |
|  | Irlanda          | Irlanda          | 5                |               |                |                |             |             |         |               |                |                |      |  |
|  | Irlanda          | Irlanda          | 5                |               |                |                |             |             |         | Nueva Zelanda | Nueva Zelanda  | 12             |      |  |
|  |                  |                  |                  |               |                |                |             |             |         | Nueva Zelanda | Nueva Zelanda  | 12             |      |  |
|  |                  |                  | Argentina        | Argentina     | 14             |                |             |             |         |               |                |                |      |  |
|  | Estados Unidos   | Estados Unidos   | Argentina        | Argentina     | 14             | 28             |             |             |         |               |                |                |      |  |
|  | Estados Unidos   | Estados Unidos   |                  |               |                |                |             |             |         |               |                |                |      |  |
|  | Australia        | Australia        | 14               |               |                |                |             |             |         |               |                |                |      |  |
|  | Australia        | Australia        | 14               |               | Estados Unidos | Estados Unidos | 14          |             |         | Tercer lugar  | Tercer lugar   | Tercer lugar   |      |  |
|  |                  |                  |                  |               | Estados Unidos | Estados Unidos | 14          |             |         | Tercer lugar  | Tercer lugar   | Tercer lugar   |      |  |
|  |                  |                  | Argentina        | Argentina     | 24             |                |             |             |         |               |                |                |      |  |
|  | Fiyi             | Fiyi             | Argentina        | Argentina     | 24             | 10             |             |             | Francia | Francia       | 14             |                |      |  |
|  | Fiyi             | Fiyi             |                  |               |                |                |             |             | Francia | Francia       | 14             |                |      |  |
|  | Argentina        | Argentina        | 19               |               |                |                |             |             |         |               | Estados Unidos | Estados Unidos | 15   |  |
|  | Argentina        | Argentina        | 19               |               |                |                |             |             |         |               | Estados Unidos | Estados Unidos | 15   |  |
|  |                  |                  |                  |               |                |                |             |             |         |               |                |                |      |  |

| Bandera de Argentina   |
| Campeón Argentina      |
| 1º título del circuito |